# Dobročkovské hadce
Dobročkovské hadce jsou přírodní památka v okrese Prachatice. Nacházejí se podél Křemžského potoka (nazývaného také jako Dobročkovský potok), poblíž obce Ktiš. Památka se nachází na západním okraji chráněné krajinné oblasti Blanský les. Důvodem ochrany jsou svahové louky na hadcovém podkladu s typickou částečně suchomilnou a teplomilnou květenou, která je pravděpodobně dosti podobná té původní – z ohrožených druhů to jsou hořeček mnohotvarý český, lilie zlatohlavá a vzácná kapradina vratička měsíční. Podél potoka rostou pobřežní olšiny. V této oblasti roste olše lepkavá či vrba křehká, v jejichž podrostu se vyskytuje chráněný druh oměj pestrý. V levobřeží potoka jsou vlhké louky s řadou chráněných druhů rostlin, například prstnatec májový, kosatec sibiřský a hladýš pruský.

## Historie

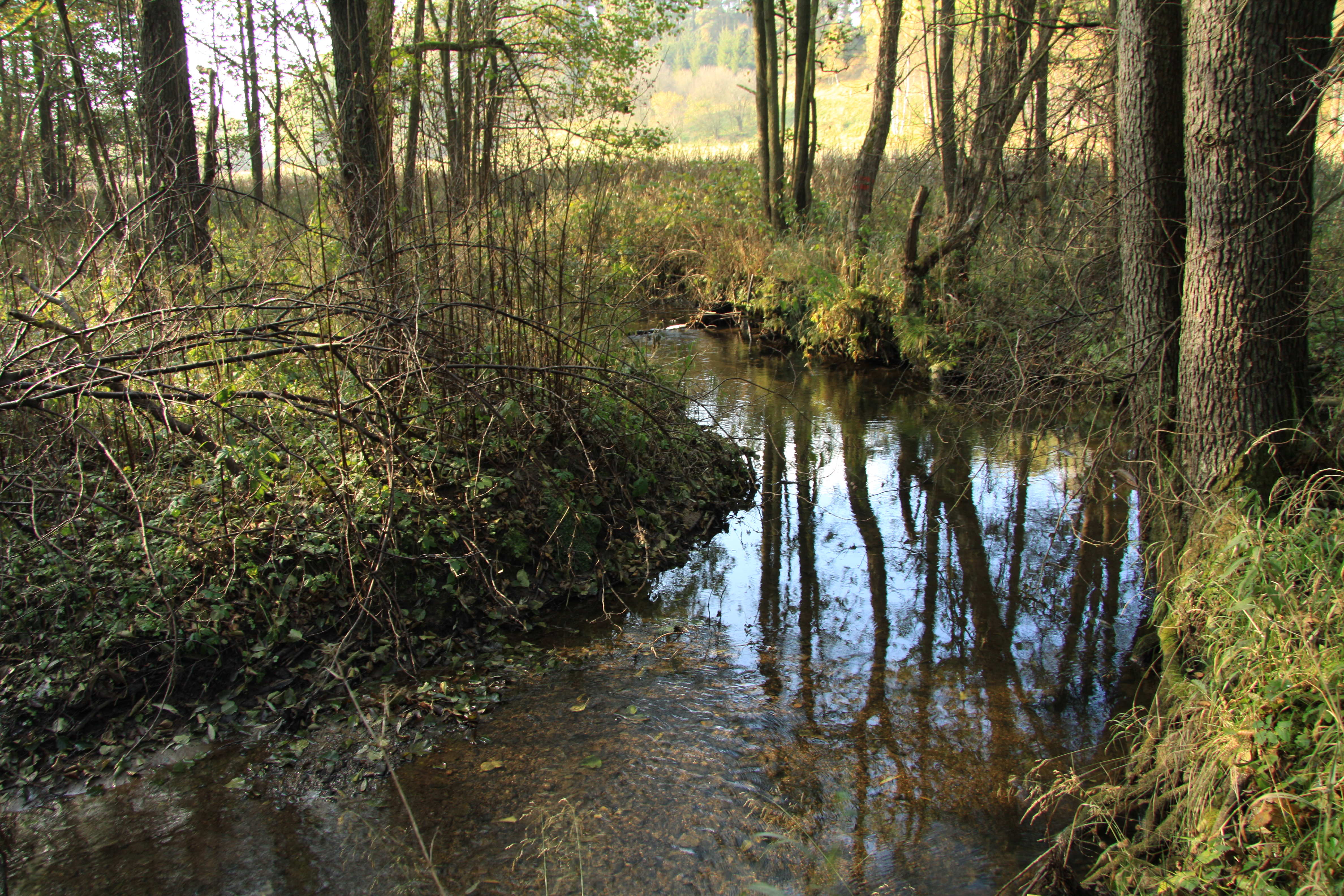
Meandrující část Křemžského potoka v jižní části přírodní památky

Dříve bylo území přírodní památky zemědělsky využíváno, v rámci čehož bylo pravidelně koseno, respektive přepásáno dobytkem. Taktéž docházelo k jeho hnojení chlévskou mrvou.
Přírodní památka byla vyhlášena 3. března 1992 vyhláškou Okresního úřadu Prachatice. Ve vyhlašovacím dokumentu ze dne 3. března 1992 byla chybně uvedena výměra chráněného území, což bylo způsobeno nepřesným vymezením části parcel. Ve skutečnosti je tak plocha chráněného území přibližně o jeden hektar větší. V posledních desetiletích nebylo území pravidelně obhospodařováno, nicméně od roku 1996 se začal na lokalitě provozovat ochranářský management například v prořezávání náletových dřevin a vyřezávání suchých svahových trávníků a kosením vysokobylinných nivních luk.
Dne 2. ledna 2014 byla část území ležící jižně od Dobročkova mimo chráněnou krajinnou oblast Blanský les vyhlášena jako samostatná přírodní rezervace Hadce u Dobročkova. Původní severní část rezervace Dobročkovské hadce pak byla 1. října 2015 znovu vyhlášena a rozšířena o pozemky na pravém břehu Křemžského potoka. Při novém vyhlášení byl změněn typ chráněného území z původní přírodní rezervace na přírodní památku.

## Přírodní poměry

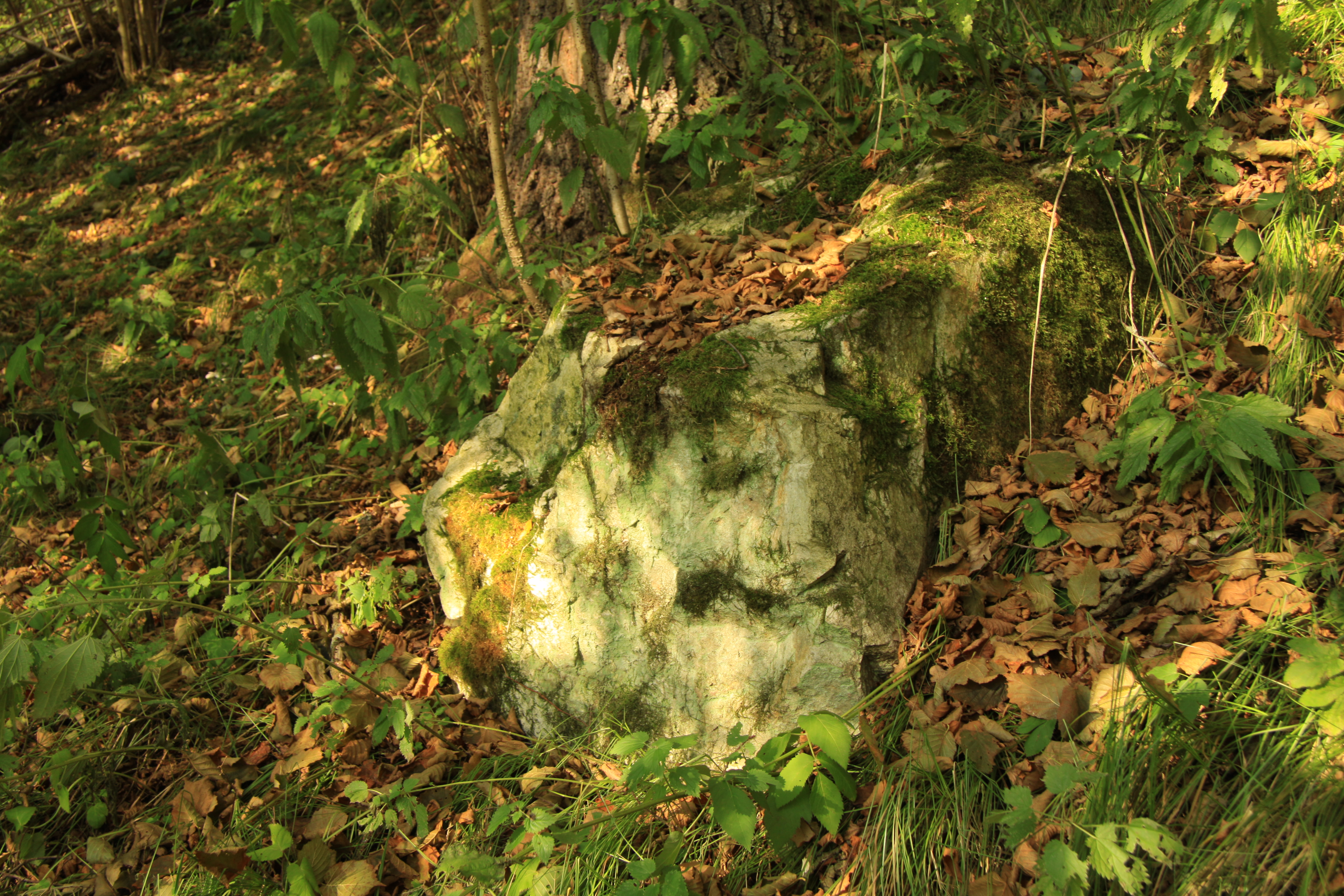
Vystupující hadce vytváří několik skalních výchozů, severní část památky

Území Dobročkovské hadce se nachází v katastrálním území vesnice Dobročkov, místní části obce Ktiš v okrese Prachatice. Území se rozkládá v nadmořské výšce 620 až 627 metrů. V rámci geomorfologického členění je území součástí provincie Česká vysočina, podsoustavy Šumavská hornatina, celku Šumavské podhůří.
Území tvoří různé druhy luk v nivě Křemžského potoka. Toto území je na severu ohraničeno lesním porostem, na východě a jihu loukami a na západě zmiňovanou silnicí II/166.
Geologický podklad území tvoří převážně biotitický granulit Blanského lesa, případně metamorfované horniny v podobě biotitické ruly a místy i amfibolitu. Na uvedeném podloží se nachází sedimentovaný materiál pleistocenního a holocenního stáří tvořící potoční nivu, tedy hlinité písky, písčité hlíny a na některých místech se nachází soliflukční kamenitohlinité sedimenty. Úbočí severní části chráněného území jsou extrémně suchá, což je zapříčiněno podložím v podobě serpentinitu (hadců), respektive pravděpodobněji serpentinizovaného peridotitu. Tato hornina zasahuje na některých místech až do nivy potoka. Pro tuto horninu je charakteristické, že obvykle obsahuje značné zastoupení niklu, chromu a kobaltu, které působí na většinu organismů toxicky. Půdní profil tvoří na serpentinitových pahorcích kambizemní hořečnaté rankery a mělká kambizem typická. V případě nivy Křemžského potoka se většinou nachází typický glej a pseudoglej.

### Flora

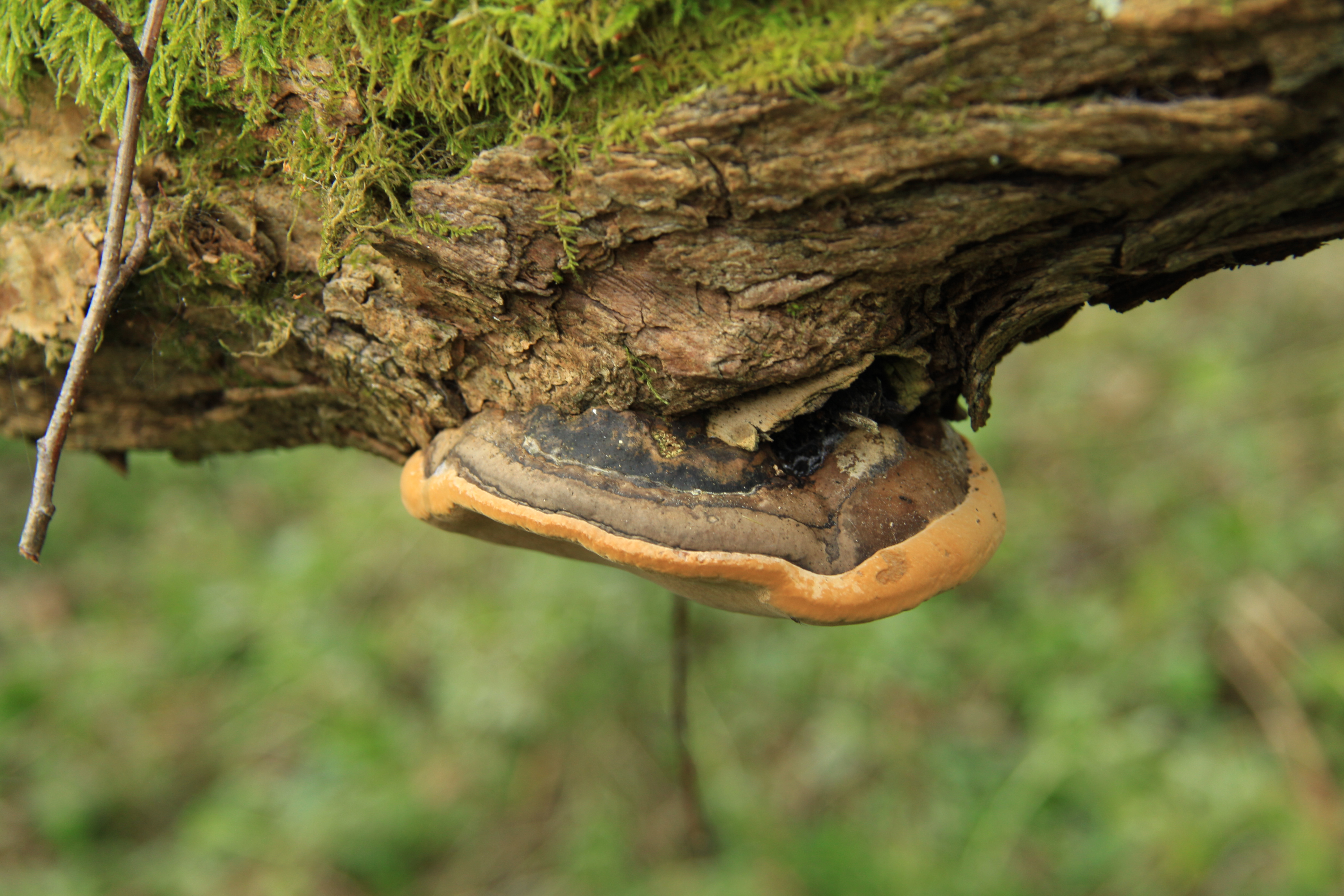
Ohňovec obecný (Phellinus igniarius) rostoucí na lokalitě

Na lokalitě bylo během inventarizačního průzkumu z roku 1995 objeveno více než 300 druhů rostlin. Ze vzácnějších druhů jsou to například z kriticky ohrožených (C1) hvozdík pyšný (Dianthus superbus), který zde byl pozorován v množství 3 rostlin. Mezi další kriticky ohrožené druhy rostoucí na lokalitě patří hořeček český (Gentianella bohemica), u kterého bylo v roce 1994 napočítáno 120 rostlin, o rok později pak jen okolo 60 rostlin. Nicméně zpráva z roku 2002 uvádí 740 kvetoucích rostlin. Z roku 1994 taktéž pochází záznam o existenci dalšího kriticky ohroženého druhu v podobě měkčilky jednolisté (Malaxis monophyllos), nicméně v roce 1995 nebyla na lokalitě nalezena a existují pochybnosti, jestli byla v roce 1994 správně určena. Ze skupiny silně ohrožených (C2) se zde vyskytuje vratička měsíční (Botrichium lunaria), hladýš pruský (Laserpitium prutenicum), vstavač kukačka (Orchis morio) ze skupiny ohrožených (C3) oměj pestrý (Aconitum variegatum), kociánek dvoudomý (Antennaria dioica), prha chlumní (Arnica montana), ostřice stinná (Carex umbrosa), zábělník bahenní (Comarum palustre), škarda jestřábnikovitá (Crepis succisifolia), prstnatec májový (Dactylorhiza majalis), kosatec sibiřský (Iris sibirica), bezosetka štětinatá (Isolepis setacea), lilie zlatohlavá (Lilium martagon), vachta trojlistá (Menyanthes trifoliata), bazanovec kytkokvětý (Naumburgia thyrsiflora) či vrba rozmarýnolistá (Salix rosmarinifolia).

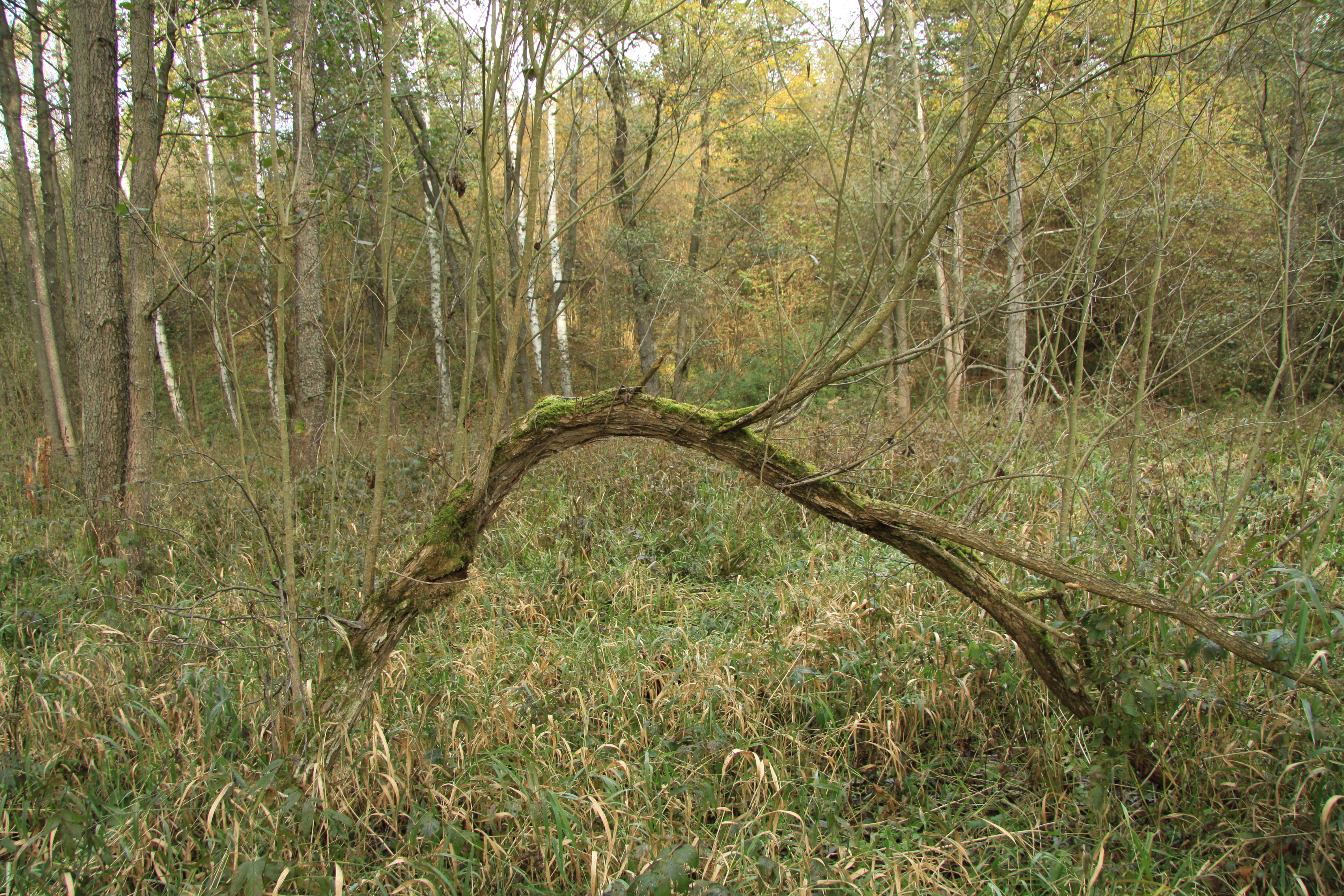
Rákosinou zarůstající niva Křemžského potoka, severní část památky

Na území přírodní památky se nachází několik typů rostlinných společenstev. Ve společenstvu semixerotermních trávníků svazu Bromion erecti dominuje válečka prapořitá (Brachypodium pinnatum), dále zde najdeme např. smělek jehlancovitý (Koeleria pyramidata), bezkolenec modrý (Molinia caerulea), kostřavu ovčí (Festuca ovina), silenku nadmutou (Silene vulgaris) či bedrník obecný (Pimpinella saxifraga). Okolo potoka protékajícího památkou se vyskytují potoční olšiny svazu Alnion incanae s dominantní olší lepkavou (Alnus glutinosa). V keřovém patře roste střemcha obecná (Prunus padus), kalina obecná (Viburnum opulus), bez černý (Sambucus nigra) a vrba popelavá (Salix cinerea). 

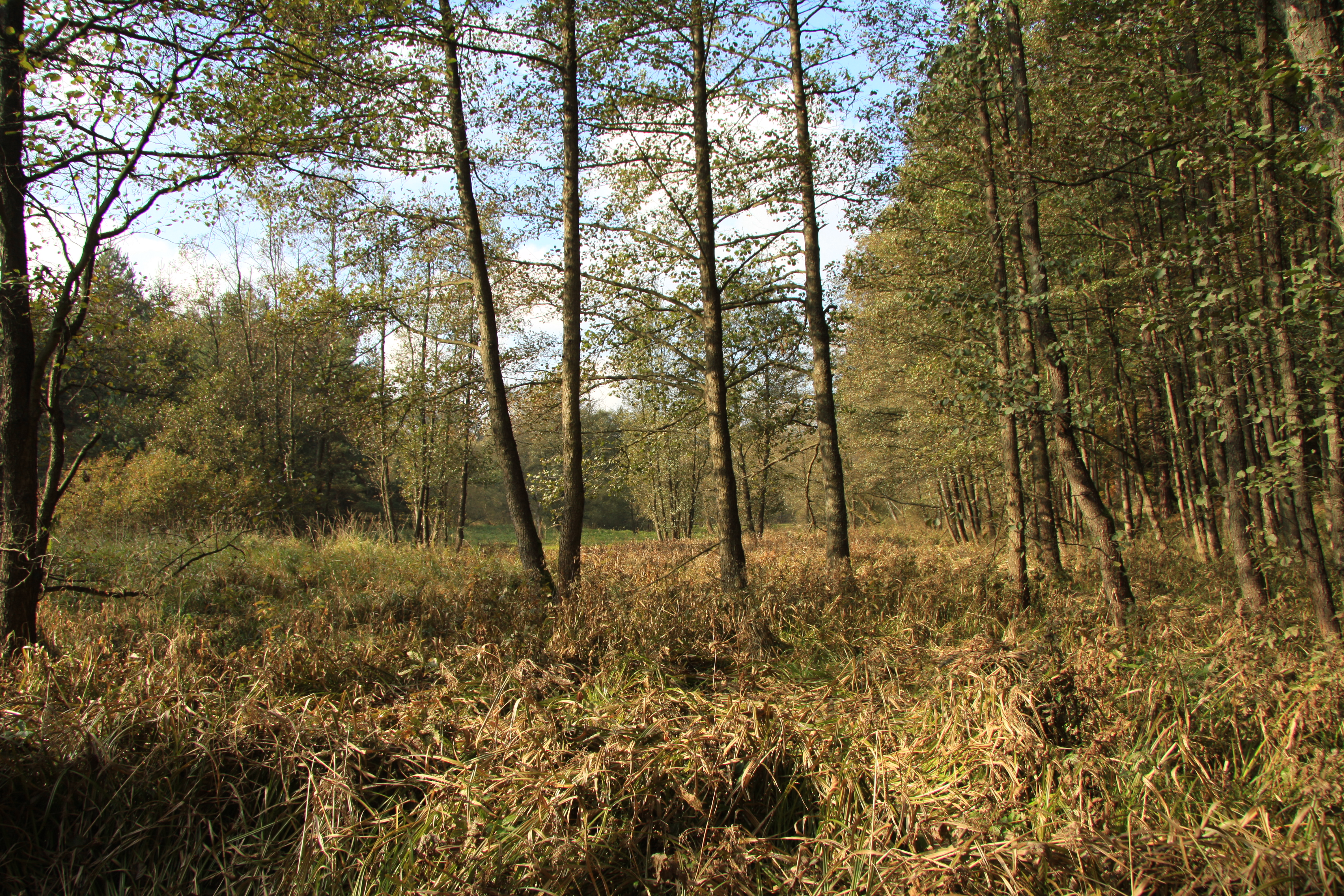
Zarůstající olšina, severní část památky

Bylinné patro pak tvoří například chrastice rákosovitá (Phalaris arundinacea), bršlice kozí noha (Aegopodium podagraria), ptačinec hajní (Stellaria holostea), prvosenka vyšší (Primula elatior), kozlík výběžkatý (Valeriana excelsa), oměj pestrý (Aconitum variegatum), kopřiva dvoudomá (Urtica dioica), pcháč zelinný (Cirsium oleraceum), metlice trsnatá (Deschampsia caespitosa), blatouch bahenní (Caltha palustris), skřípina lesní (Scirpus sylvaticus) a další. Dále se zde vyskytují vysokobylinné vlhké louky svazu Calthion, konkrétně asociace Lysimachio vulgaris-Filipenduletum a Filipendulo-Geranietum palustris.
Z celkové rozlohy přírodní památky 0,74 ha připadá na lesní porost, z čehož nadpoloviční většina je tvořena borovicí lesní (Pinus sylvestris) o stáří přes 40 let. Borovice totiž jako jediná původní dřevina rostoucí v České republice je schopna odolávat toxicitě hadcového podloží. Na nelesních plochách se dařilo slivoni trnce (Prunus spinosa) jakožto výsledku ruderalizace. Taktéž vlivem eutrofizace a nevyužívání lokality dochází postupně k rozšiřování potoční rákosiny podél potoka. Oblast nivy postupně zarůstá vyjma rákosiny i tužebník jilmový (Filipendula ulmaria).

### Fauna
Z bezobratlých se na lokalitě vyskytuje například perlorodka říční (Margaritifera margaritifera), která obývá Křemžský potok. V potoční nivě se dále nachází mokřadní plž vrkoč útlý (Vertigo angustior) a stejnonožec Porcellium conspersum. Z teplomilných brouků se na hadcích vyskytuje například zástupce mandelinka Coptocephala rubicunda. Dále pak z motýlů například vřetenuška ligrusová (Zygaena carniolica) či žluťásek jižní (Colias alfacariensis).

## Ochrana

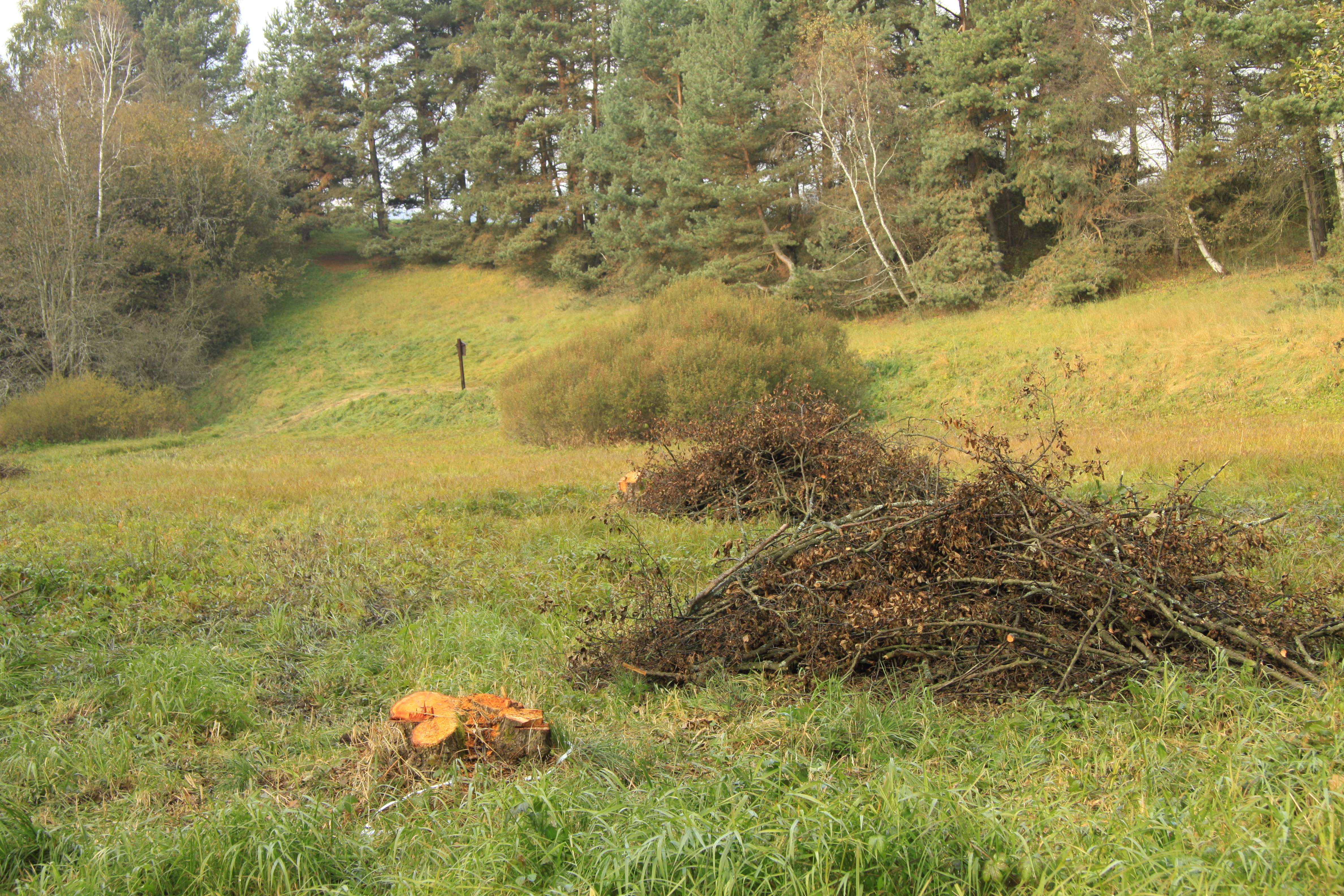
Na podzim 2011 došlo k odstranění náletových dřevin v severní části památky

Jelikož je oblast obklopena zemědělsky využívanými pozemky, je ohrožována splachy živin z těchto pozemků a následnou eutrofizací, což se projevuje i na lokalitě. Dalším potenciálním rizikem je změna ve způsobu hospodaření, kdy již nedochází k pastvě na lokalitě. To může výhledově vést ke změně druhových společenstev. Současně dlouhodobé zanedbávání lokality se projevuje na vlhkých loukách tím, že postupně degradují a zarůstají bezkolencem modrým (Molinia caerulea), tužebníkem jilmovým (Filipendula ulmaria) a metlicí trsnatou (Deschampsia caespitosa).
Dle plánu péče se doporučuje vykácení lesa, jelikož by na hadcovém podloží byla cennější společenstva na bezlesé ploše. Taktéž se doporučuje soustavné kácení náletových dřevin a dlouhodobá péče o lokalitu v podobě kosení dvakrát do roka v případě kosených luk svazu Molinion až Arrhenatherion. U hadcových luk se doporučuje kosit čtyřikrát za rok.

## Galerie

### Flóra (ohrožené druhy)
- Hvozdík pyšný
- Hořeček mnohotvarý český
- Měkčilka jednolistá
- Vratička měsíční
- Hladýš pruský
- Vstavač kukačka
- Oměj pestrý
- Kociánek dvoudomý
- Prha arnika
- Ostřice stinná
- Mochna bahenní
- Prstnatec májový
- Kosatec sibiřský
- Lilie zlatohlavá
- Vachta trojlistá
- Vrbina kytkokvětá
- Vrba rozmarýnolistá

### Fauna
- Perlorodka říční
- Vřetenuška ligrusová
- Žluťásek jižní